# Melligeri, Mudhol
Melligeri là một làng thuộc tehsil Mudhol, huyện Bagalkot, bang Karnataka, Ấn Độ.